# Сулейманов Сервін Кудусович
Серві́н Куду́сович Сулейма́нов (25 січня 1980, Чкаловськ, Таджицька РСР) — український боксер та боксерський функціонер. П'ятиразовий чемпіон України. Майстер спорту України міжнародного класу. Учасник Літніх Олімпійських ігор (2000). Керівник Івано-Франківської міської федерації боксу.

## Життєпис
Сервін Сулейманов народився у Чкаловську в родині кримських татар, що опинилися там внаслідок депортації. Через деякий час переїхав з сім'єю до Узбекистану, а у 10-річному віці оселився разом з матір'ю у кримському селі Кольчугине. Приблизно в той же час почав займатися боксом. Перший тренером хлопця став його дядько Рустем Бекіров. Після перемоги на юнацькому чемпіонаті України 1997 року у Вінниці, Сервін отримав запрошення до збірної України свого віку. На зборах Сулейманов познайомився з тренером Валерієм Дем'яновим, що розгледів у хлопцеві неабиякий потенціал та запропонував переїхати до Івано-Франківська, пообіцявши, окрім іншого, посприяти вступу до Прикарпатського університету. Після тривалих вагань та декількох відмов Сулейманов пристав на пропозицію Дем'янова.
Восени 2000 року в складі збірної України брав участь у Олімпійських іграх у Сіднеї, однак закінчив виступи вже на першому ж етапі змагань, поступившись болгарину Юрі Младенову.
2007 року вирішив закінчити боксерську кар'єру через важку хворобу Валерія Дем'янова та ігнорування з боку тренерів збірної. Доволі несподівано отримав пропозицію спробувати себе на професійному ринзі, однак поступився в обох поєдинках, у яких брав участь. Враховуючи те, що технічний та «легкий» стиль Сулейманова не надто підходив для профі-боксу, де однією з головних умов був потужний удар, український боксер вирішив остаточно завершити виступи на ринзі.
У грудні 2016 року Сервіна Сулейманова було обрано керівником Івано-Франківської міської федерації боксу.

## Досягнення
- Чемпіон України (5): 1999, ?, ?, 2005, 2006
- Майстер спорту України міжнародного класу

## Професійна кар'єра
| 0 Перемог, 2 Поразки (0 нокаутом, 0 за рішення суддів) |        |                |        |                |        |       |     |                   |                               |          |
| Результат                                              | Рекорд | Суперник       | П-П-Н  | Останні 6 боїв | Спосіб | Раунд | Час | Дата              | Місце проведення              | Примітки |
| Поразка                                                | 0-2    | Тимур Ахундов  | 1-0-0  |                | UD     |       |     | 11 листопада 2007 | Зал «Восход», Київ, Україна   |          |
| Поразка                                                | 0-1    | Гаррікейн Фута | 10-2-1 |                | UD     | 6 (6) |     | 16 червня 2007    | Зал «Коракуен», Токіо, Японія |          |